# サンデー・タイムズ
サンデー・タイムズ (The Sunday Times) は、英国の英語の保守系高級紙タイムズの日曜版である。ニューズ・コープ傘下の企業が発行している。
1821年にThe New Observerとして創刊。翌1822年にタイムズの日曜版として現在に至っている。2006年9月現在1部2ポンドで、スコットランドは1.90ポンド、アイルランドは2.50ユーロで販売されている。